# Midila soror
Midila soror là một loài bướm đêm trong họ Crambidae.